# Drototelus
Drototelus is een kevergeslacht uit de familie van de boktorren (Cerambycidae). De wetenschappelijke naam van het geslacht werd voor het eerst geldig gepubliceerd in 1903 door Broun.

## Soorten
Drototelus omvat de volgende soorten:
- Drototelus elegans (Brookes, 1926)
- Drototelus politus Broun, 1903
- Drototelus rarus Wang & Lu, 2004